# اتان کوتکوسکی
اتان کوتکوسکی (انگلیسی: Ethan Cutkosky؛ زادهٔ ۱۹ اوت ۱۹۹۹) هنرپیشه اهل ایالات متحده آمریکا است. وی از سال ۲۰۰۳ میلادی تاکنون مشغول فعالیت بوده‌است.
از فیلم‌ها یا برنامه‌های تلویزیونی که وی در آن نقش داشته‌است می‌توان به بی‌شرم اشاره کرد.